# أنا إف.
أنا وابيل (Anna wappel) أو أنا إف. (Anna F.) هي مغنية وكاتبة أغاني نمساوية من مواليد 18 ديسمبر 1985.

## ألبوماتها
| العنوان            | التفاصيل                             | الترتيب | الترتيب | الترتيب | الترتيب | الشهادات                                        |
| العنوان            | التفاصيل                             | AUT     | GER     | ITA     | SWI     | الشهادات                                        |
| ------------------ | ------------------------------------ | ------- | ------- | ------- | ------- | ----------------------------------------------- |
| For Real           | - صدرت: 2010 - الشركة: moerder music | 3       | —       | —       | —       | - الاتحاد الدولي للصناعة الفونوغرافية AUT: Gold |
| King in the Mirror | - صدرت: 2014                         | 5       | 71      | 82      | 94      | —                                               |

## أغانيها
| "Time Stands Still"                   | 2009 | 38 | —  | For Real           | —                                          |
| "Most of All"                         | 2009 | 17 | —  | For Real           | —                                          |
| "DNA"                                 | 2013 | 15 | 19 | King in the Mirror | - اتحاد صناعة الموسيقى الإيطالية ITA: Gold |
| "Too Far"                             | 2013 | 16 | —  | King in the Mirror | —                                          |
| "—" تعني أن الأغنية لم تدخل أي تصنيف. |      |    |    |                    |                                            |

## الجوائز والترشيحات
| السنة | الحدث                        | الصنف       | العمل المرشح | النتيجة |
| ----- | ---------------------------- | ----------- | ------------ | ------- |
| 2009  | Amadeus Austrian Music Award | بوب         | —            | فوز     |
| 2010  | Amadeus Austrian Music Award | ألبوم العام | "For Real"   | فوز     |
| 2010  | Amadeus Austrian Music Award | بوب/روك     | —            | فوز     |
| 2014  | Amadeus Austrian Music Award | أغنية العام | "DNA"        | فوز     |

## روابط خارجية
- أنا إف. على موقع IMDb (الإنجليزية)
- أنا إف. على موقع ميوزك برينز (الإنجليزية)
- أنا إف. على موقع أول ميوزيك (الإنجليزية)
- أنا إف. على موقع ديسكوغز (الإنجليزية)